# Кампарі

Кампа́рі (італ. Campari) — італійський бітер на основі ароматичних трав і цитрусових, створений у 1861 (за іншими даними, у 1867) в Мілані Гаспаром Кампарі.

## Опис
У процесі виготовлення напою спочатку витримуванням у спирті готують настій із трав і фруктів. Потім до отриманого концентрату додають воду, цукор і барвник. Кампарі має насичений яскраво-червоний колір. Як барвник використовують кармін, отримуваний із червця. Міцність напою — 25 %.
Кампарі найчастіше вживають як аперитив чи клубний напій. На його основі готують величезну кількість коктейлів, наприклад «Американо», «Неґроні» чи «Капрі».
Кампарі має яскраво виражений гіркий смак.